# 動く歩道

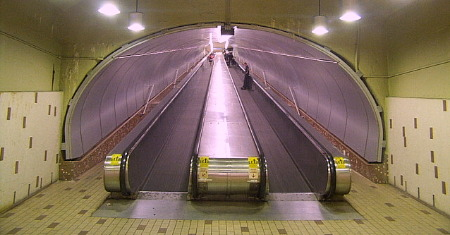
カナダモントリオール地下鉄ボードリー駅（en）の、斜行オートウォーク（動く歩道）

動く歩道（うごくほどう、英: moving walkwayなど）とは、踏み面が階段状にならない水平型エスカレーターの通称。オートウォーク、ムービングウォーク、トラベレーター、ムービングサイドウォーク（特に空港において）などとも呼ばれる。傾斜のあるものはオートスロープとも呼ばれている。
主として人間用の輸送機器で、水平またはスロープの形状になっている。ベルトコンベア方式のうち、スキー場の子供用ゲレンデなどで用いられるものは「マジックカーペット」と呼ばれ、ほかに「スノーエスカレーター」「ムービングベルト」「スノーウォーカー」などとも呼ばれる。

## 歴史
人間が立ったままで目的地にまで移動することができるという動くプラットフォームの構想は1874年にアメリカのニューヨークで提案されていた。
この動く歩道が実際に作られたのは1893年にシカゴで開かれたコロンビア博覧会（シカゴ万博）においてである。この博覧会に設置された動く歩道は緩急2種類のスピードを組み合わせたもので動く歩道に乗った人がさらに速い方のプラットフォームに乗り移って移動できるように設計されていた。
その後、動く歩道は世界各地の空港や地下街などに導入されるようになった。

## 種類
踏み面の角度は水平になっているものと、緩やかな坂状になっているものとがあり、日本では1970年（昭和45年）の日本万国博覧会（大阪万博）以降、一般的に動く歩道と呼ばれる。坂状になっているものはエスカレーターと同様、主として建物の各階や比較的大きな段差の移動に利用される。三菱電機では「トラベーター」と呼んでいる。また、傾斜しているタイプをオートスロープと呼ぶこともある。型式にも2通りがあり、エスカレーターの水平化であるパレット式とベルトコンベアのゴムベルト式が存在する。
動く歩道のメーカーは以下の通り。
- パレット式メーカー
  - 三菱電機
  - 日立製作所
  - 東芝エレベータ
  - フジテック
  - シンドラーエレベータ
  - 日本オーチス・エレベータ
  - ダイコー
- ゴムベルト式メーカー
  - 日本オーチス・エレベータ
  - 住友重機械工業
  - IHI運搬機械
  - JFEエンジニアリング

## 特徴

### 傾斜を持つ動く歩道

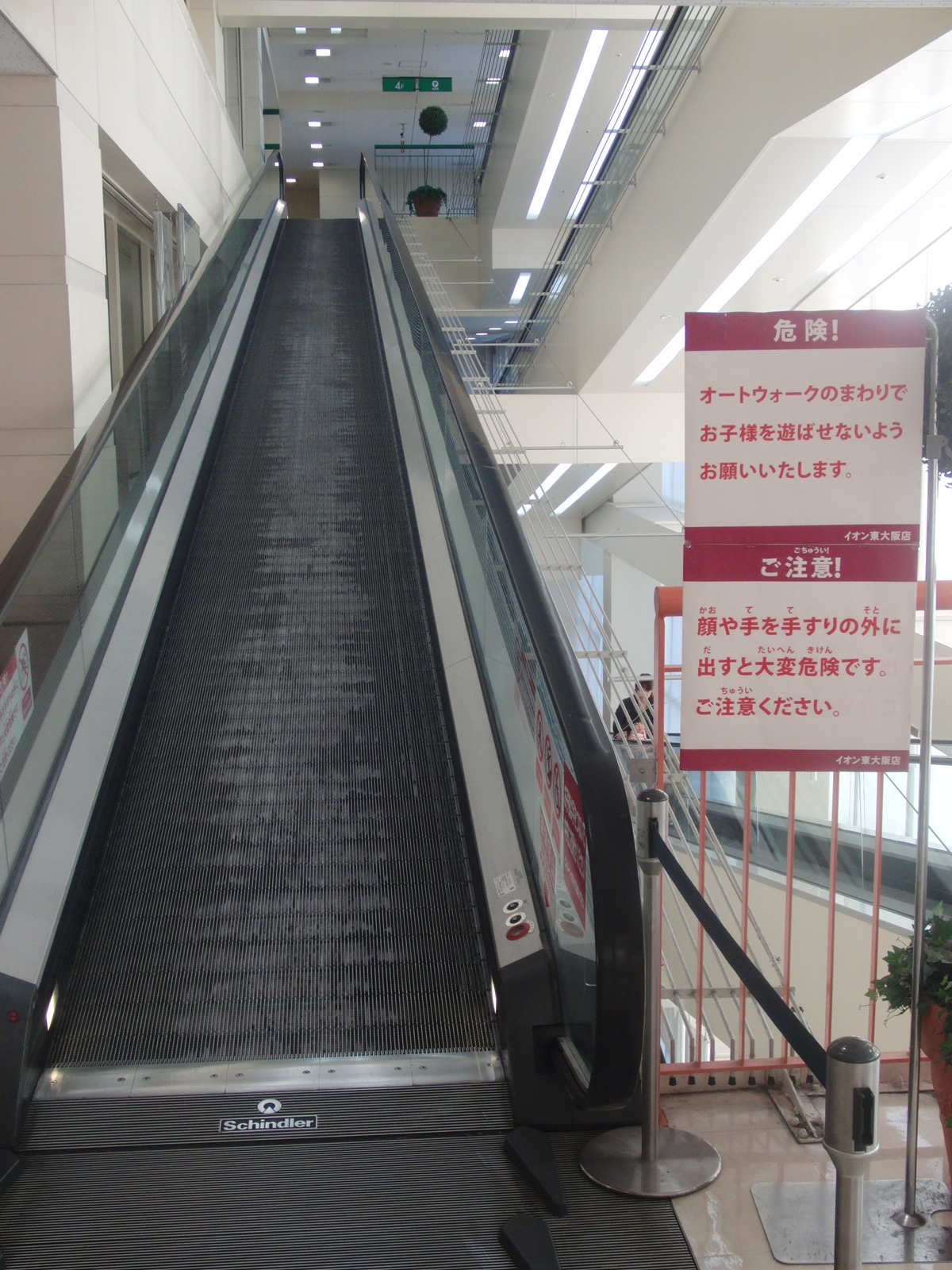
イオン東大阪店に設置してあるタイプ

踏み面が平らである事により、エスカレーターやエレベーターにはない多くの利点を持っている。まず、エスカレーターと違いショッピングカートやベビーカー、車椅子、大型のスーツケースなどを乗せて容易に移動できる。しかも、エレベーターのように待つ必要性がなく、より多くの利用者が同時に利用できる。踏み面に段差がないことから、乗り降りが容易でつまずく心配も少なく、高齢者や子供など、足元の不確かな利用者にとって親切である。角度が緩やかであるため恐怖感がなく、足を踏み外す危険性もない。
このように多くの利点を持つため、商業施設、空港や駅で普及しつつある。しかし、その性質上、傾斜を緩くしないと滑る恐れがあるために設置空間がエスカレーターやエレベーターの数倍も必要とされる欠点がある。結果的に施設の売り場面積などが犠牲になるので、導入される施設が郊外型の大型施設などに限定され、エスカレーターの代替としての導入例は少ない。

### 傾斜を持たない動く歩道

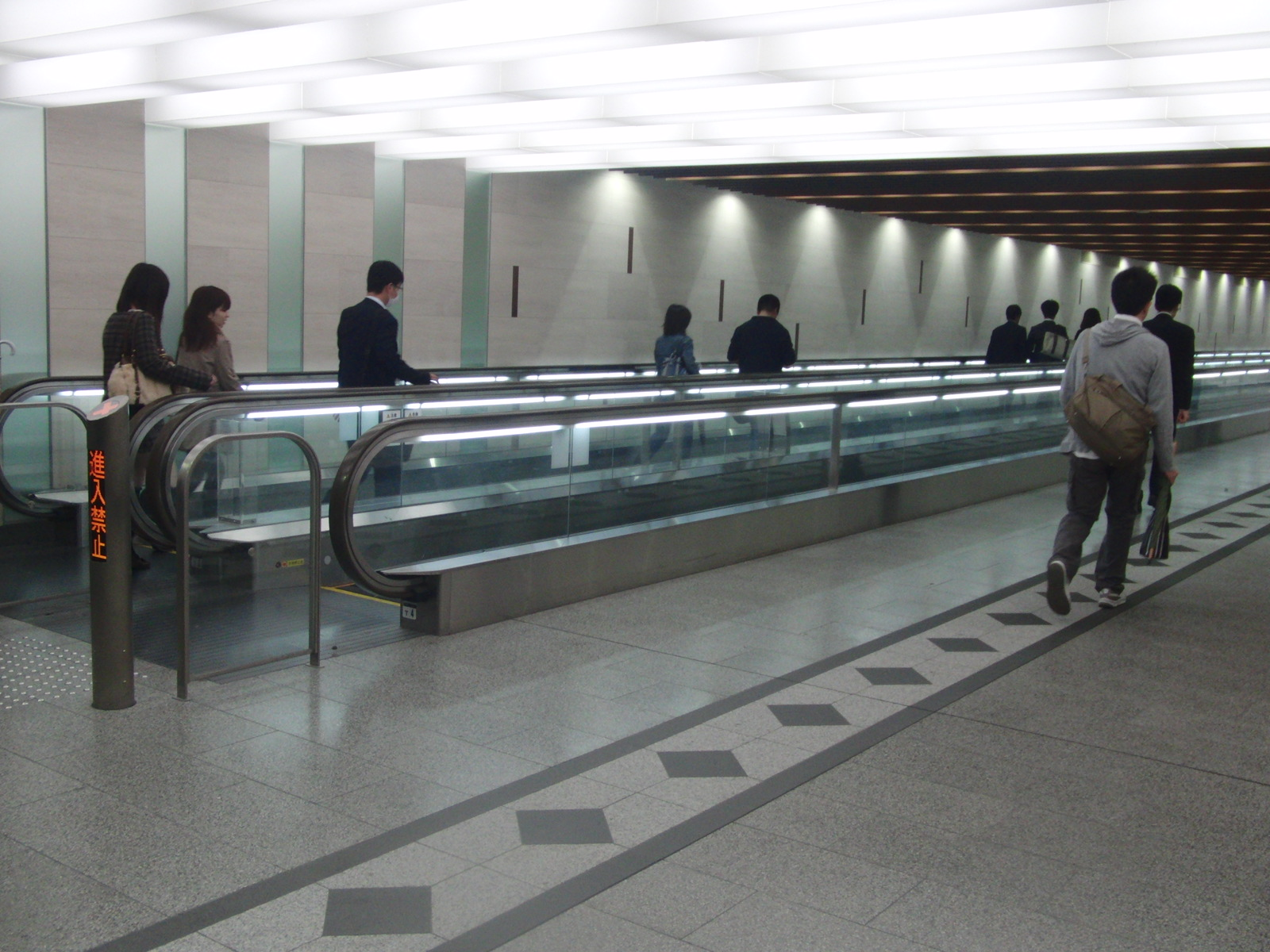
傾斜を持たない動く歩道

傾斜を持たない動く歩道としての導入は、大型のスーツケースなど、大きな荷物を携帯して、長距離を移動する必要のあるハブ空港の空港ターミナルビル内、大規模鉄道駅（JR東京駅や東急渋谷駅、阪急大阪梅田駅など）や大型施設や郊外型店舗などの連絡通路などでの導入例が多い。ただし設備の終点では慣性の法則により、前に投げ出されることになり、なおかつ利用者の多くは、通常の歩道のように歩いて使うので、高齢者や障害者には特に注意が必要である。
1970年代から、高速を出しながら安全に移動できるよう、加減速可能な動く歩道の研究が続けられている。これは、2重のコンベアを持つ複雑な構造で、IHI等が開発している。

## 連動

### エスカレーターとの連結

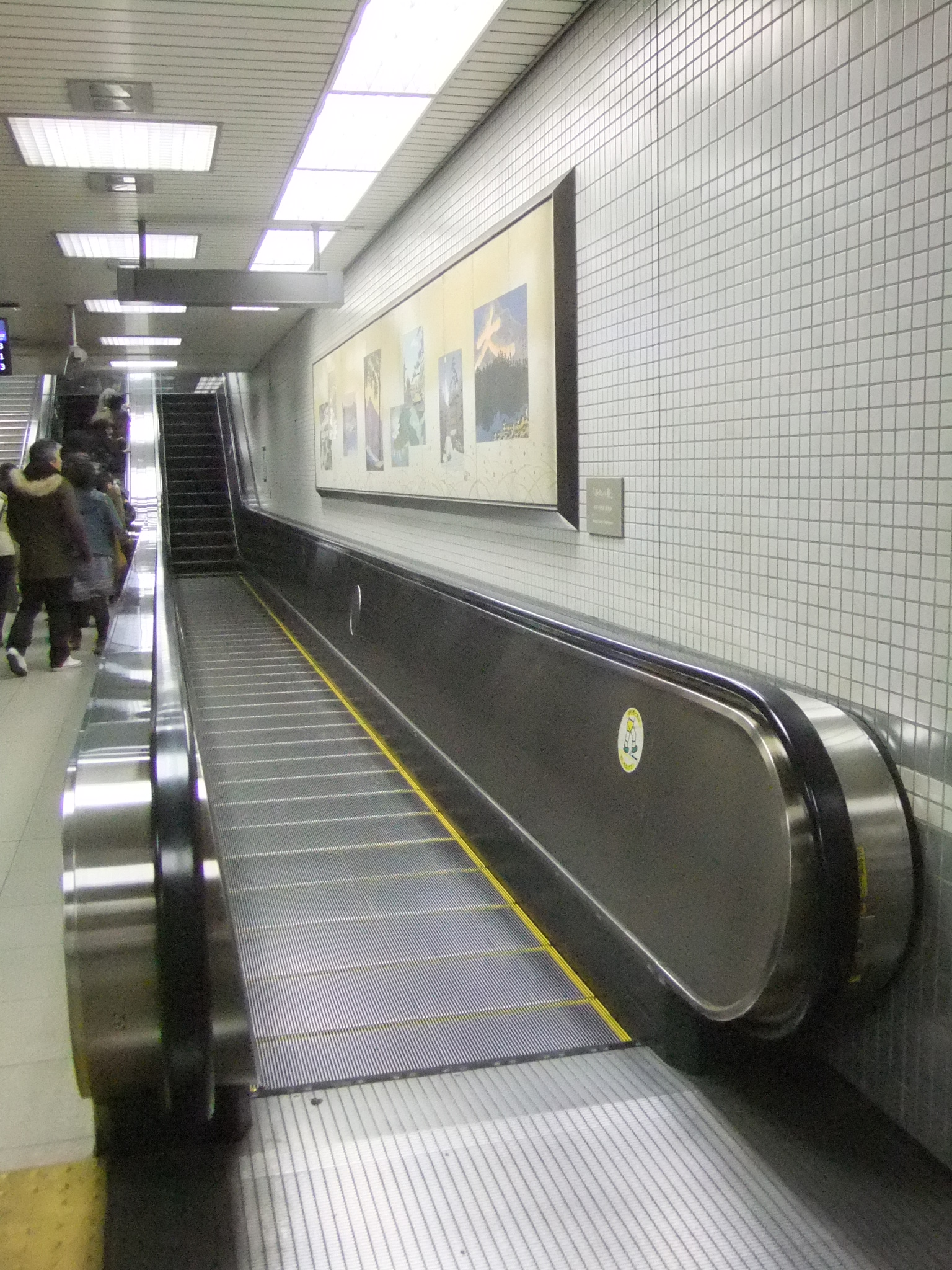
出町柳駅のエスカレーター

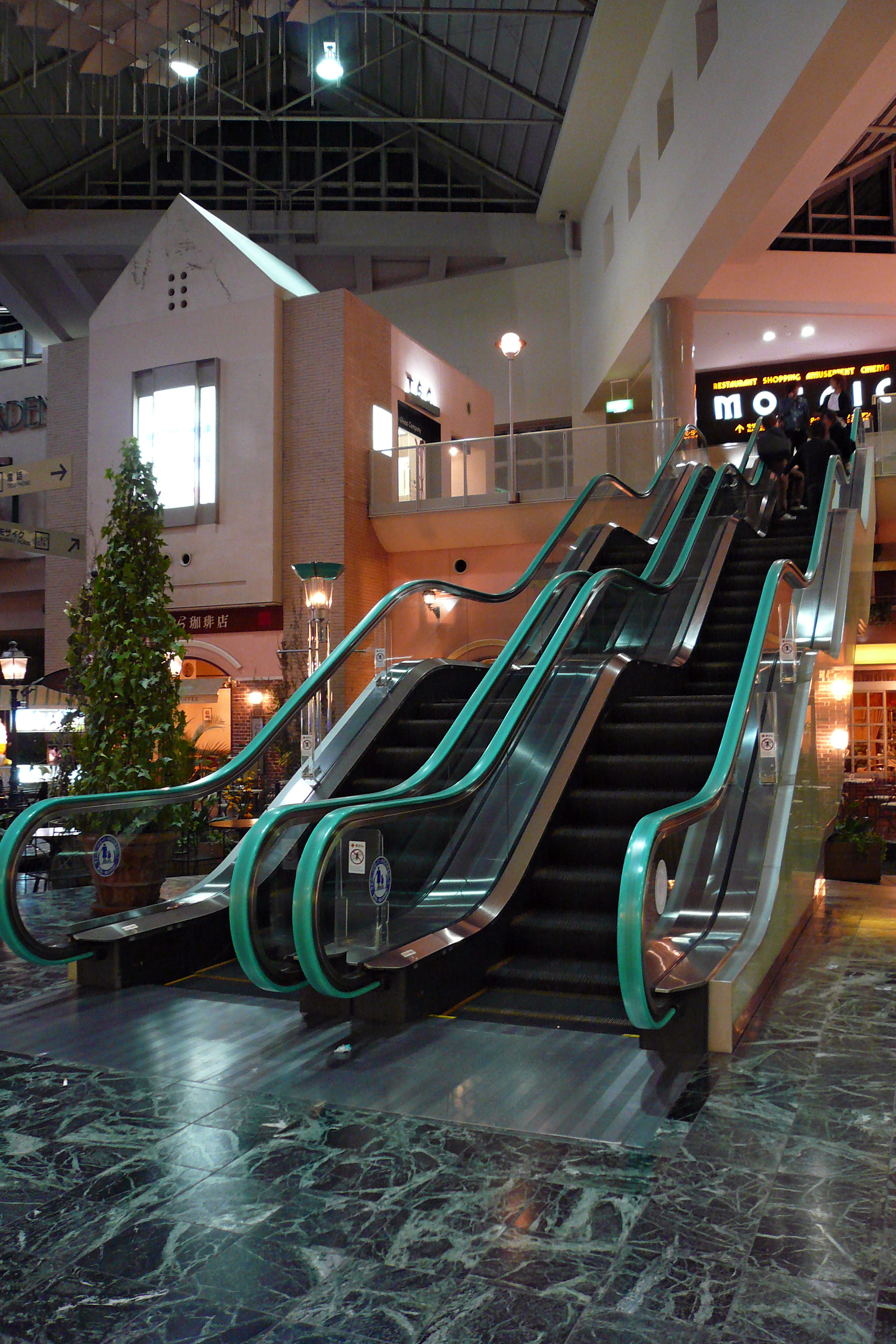
踊場のあるエスカレーター（神戸モザイク）

傾斜を持たない動く歩道とエスカレーターとを連続連結し、動く歩道がそのままエスカレーターに、又はエスカレーターがそのまま動く歩道になるものもある。
設置場所の一例は以下の通り。
- 新千歳空港のJR北海道新千歳空港駅コンコースとを結ぶエスカレーター[4]
- 上野駅のJR東日本中央改札外グランドコンコースと東京メトロ銀座線方面地下通路を結ぶエスカレーター（上下）
- JR東日本秋葉原駅の山手線・京浜東北線ホームと地平通路を結ぶエスカレーター（上下、上野寄り）
- 都営大江戸線飯田橋駅と他路線を結ぶエスカレーター
- JR東海三島駅構内の地下南北連絡通路内（「日本初」との案内看板が設置されている）
- JR東日本・えちごトキめき鉄道直江津駅北口の1階と2階コンコース・自由通路を結ぶエスカレーター（上下）
- 京阪電気鉄道出町柳駅の下りエスカレーター
- 東海道・山陽新幹線新大阪駅のコンコースと21番・22番ホームまたは23番・24番ホームとを結ぶエスカレーター（上下、いずれも中央口寄り）
- JR西日本大阪駅の大阪環状線ホームとホームの上にある連絡橋口コンコースを結ぶエスカレーター（上下）
- 大丸梅田店の地下1階と地下2階を結ぶエスカレーター（上下）
- 大丸梅田店の15階と16階を結ぶエスカレーター（上下）
- クリスタ長堀の北11出口を結ぶエスカレーター（上下）
- 天王寺ミオプラザ館の3階と4階を結ぶエスカレーター（上下）
- ミント神戸のOSシネマズミント神戸のエスカレーター（上下）
- 神戸ハーバーランドumie「CENTER STREET」のumie MOSAICへの連絡橋方面を結ぶエスカレーター（上下）[4]
- ニューレオマワールドのオリエンタルトリップの日本一のエスカレーター（上下）
- 福岡市地下鉄空港線福岡空港駅地下コンコース
- JR九州博多駅構内の1階筑紫口コンコースと福岡市地下鉄博多駅筑紫改札口を結ぶエスカレーター（上下）[5]

この他、JR東日本西川口駅、仙台駅1番ホーム 金沢駅東口地下広場のエスカレーターにも数メートルであるが存在する。

### 動く歩道の連動

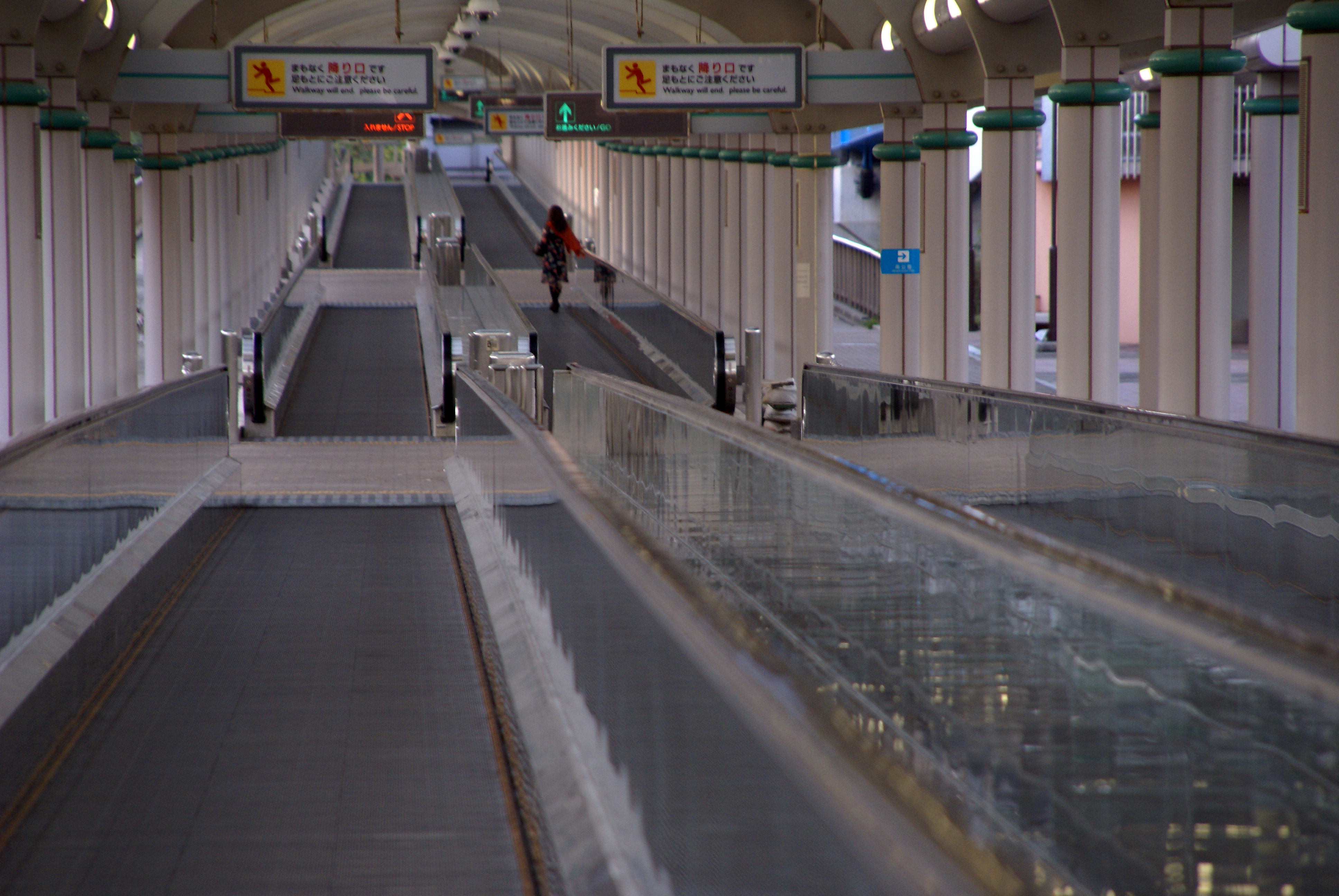
緩やかな斜行と水平が4基連続する動く歩道
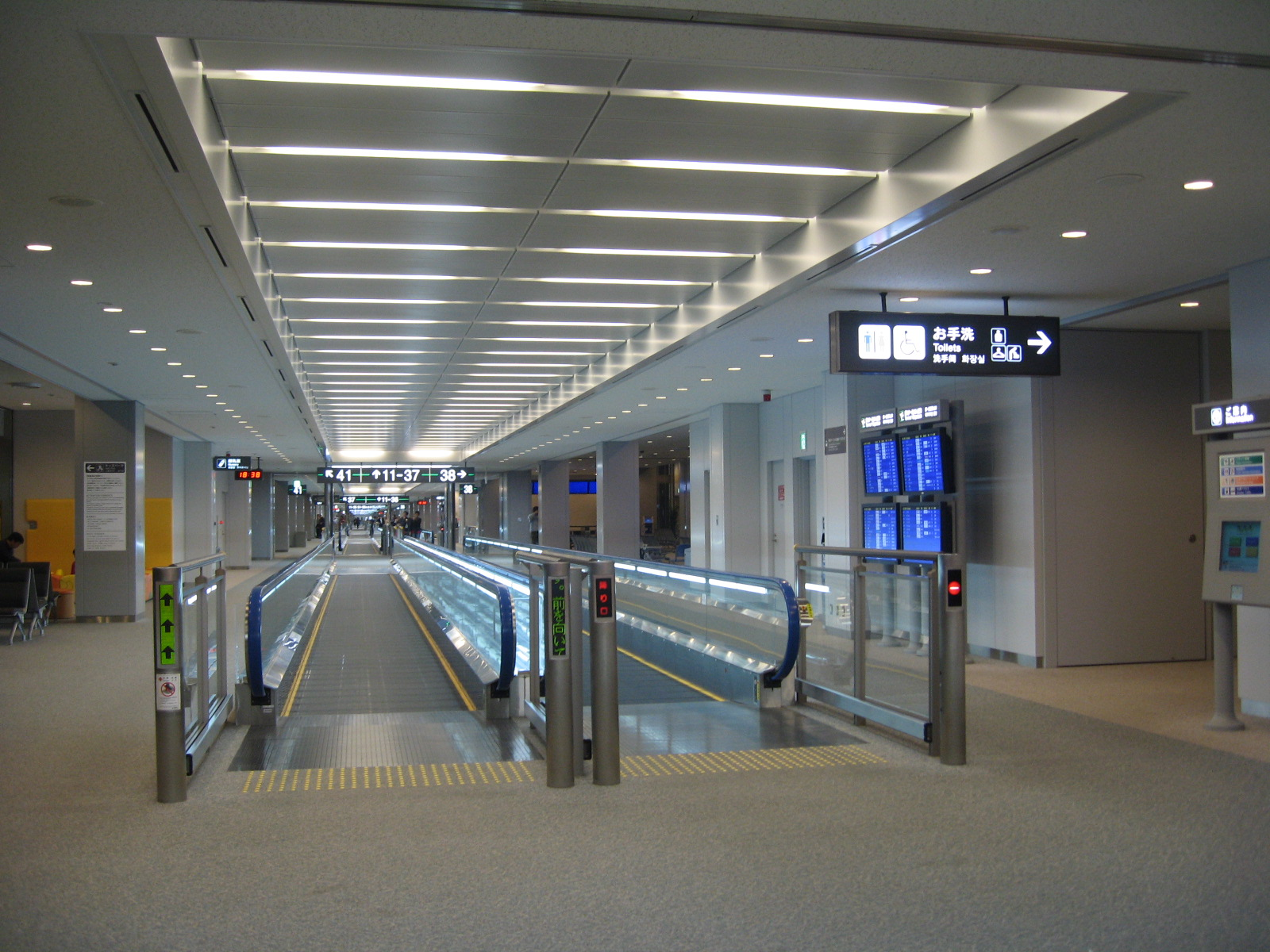
水平式を並べた歩道

## 規格
規格としては、横幅は800 mm、1,200 mm、傾斜角度0〜3度のものが標準的である。エスカレーターと同様、省エネルギーに配慮して、常時稼働ではなく赤外線センサーによって人の接近を検知して、稼働するものも製造されている。

## 構造
- ステップ
  - 踏み台：ステップのメインとなるところ
  - 駆動ローラ：駆動させるためのローラ
  - 駆動ユニット：動力の供給部
  - ライザ： ステップの横の部分
- 手すり
  - 手すり駆動ローラ：手すりを駆動させるためのローラ
  - ステップリンク：ステップとの速さを合わせるためのリンク

### 用途・設置場所別

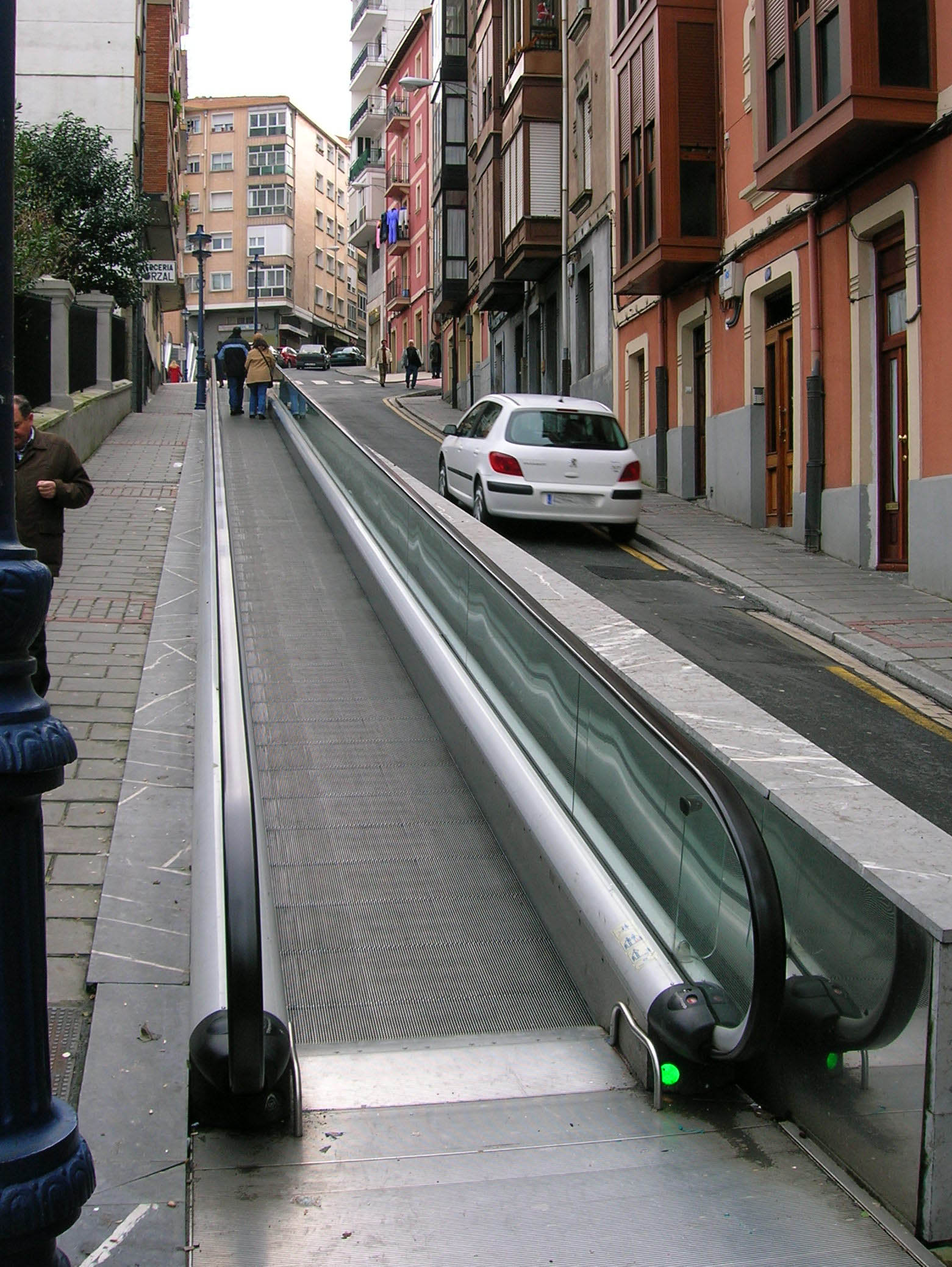
屋外の設置例（スペイン バスク州 ビスカヤ県 ポルトゥガレテ サンロケデポルトゥガレテ通り）

## 設置例

### 国・地域別

#### フランス

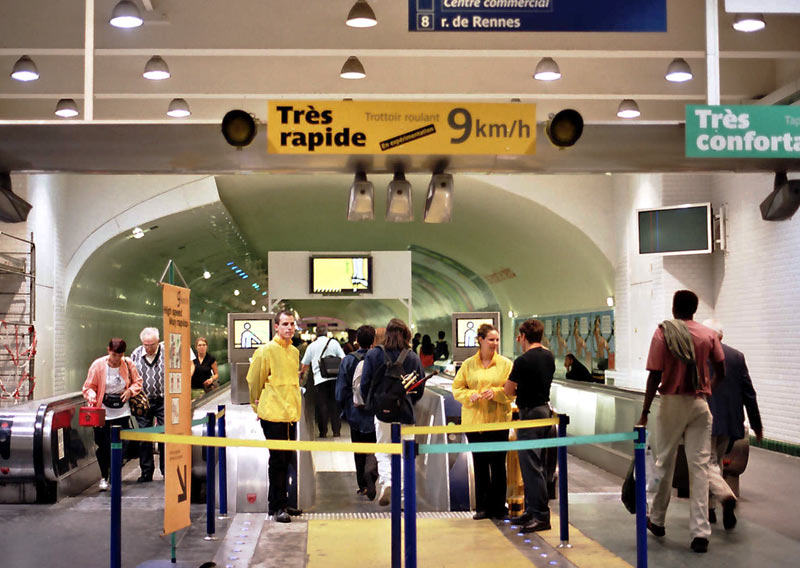
パリ、モンパルナス＝ビヤンヴニュ駅にある世界最速の動く歩道

2002年7月1日、パリにあるモンパルナス＝ビヤンヴニュ駅に通常（約0.8 m/s）の3倍の速さ（約2.5 m/s）で動く歩道が設置され、世界的な話題となったが、あまりにも速いために乗降時に転倒する人が続出し、4日後の7月5日には一時使用停止に追い込まれた。これは先端および終端付近に独立して動くローラーがあり、先端ではだんだん速くなって高速コンベア部に接続し、終端ではだんだん遅くなって出口にたどり着くという構造である。

#### 日本
日本では、1967年に大阪市の阪急梅田駅に最初に設置され、阪急電鉄はこの動く歩道を「ムービングウォーク」と呼んだ。駅設備移転に伴う他鉄道との乗換不便解消のためのもので、横一列に幾本もの動く歩道が並び、現在でも日本最大規模である。当初はスウェーデンの特殊鋼メーカーSANDVIKの「サンドビック・ムーベーター」が使用されていた。
3年後の1970年の大阪万博で日本において広く知られるようになったが、同年3月26日に緊急停止により利用者が将棋倒しになって42人が負傷する事故が発生。しばらくの間マイナスイメージがつきまとうこととなった。
1975年に新下関駅（山口県下関市）上り乗降場下の連絡通路に日本国有鉄道で初の動く歩道（ウォーキングベルト）を設置。関東地方では東京駅、新宿駅の西口から新都心方面への遊歩道、桜木町駅から横浜博覧会の桜木町ゲートへの連絡橋（現在は横浜ランドマークタワー用に転用）など複数の設置例がある。東海地方では名古屋市で1989年に開催された世界デザイン博覧会に合わせて3会場のうちの白鳥会場に近い名古屋市営地下鉄名港線（当時は名城線）日比野駅に設置された（但し、現存せず）。浜松市のJR浜松駅東口とアクトシティ浜松とを結ぶ連絡デッキにも設置されている。

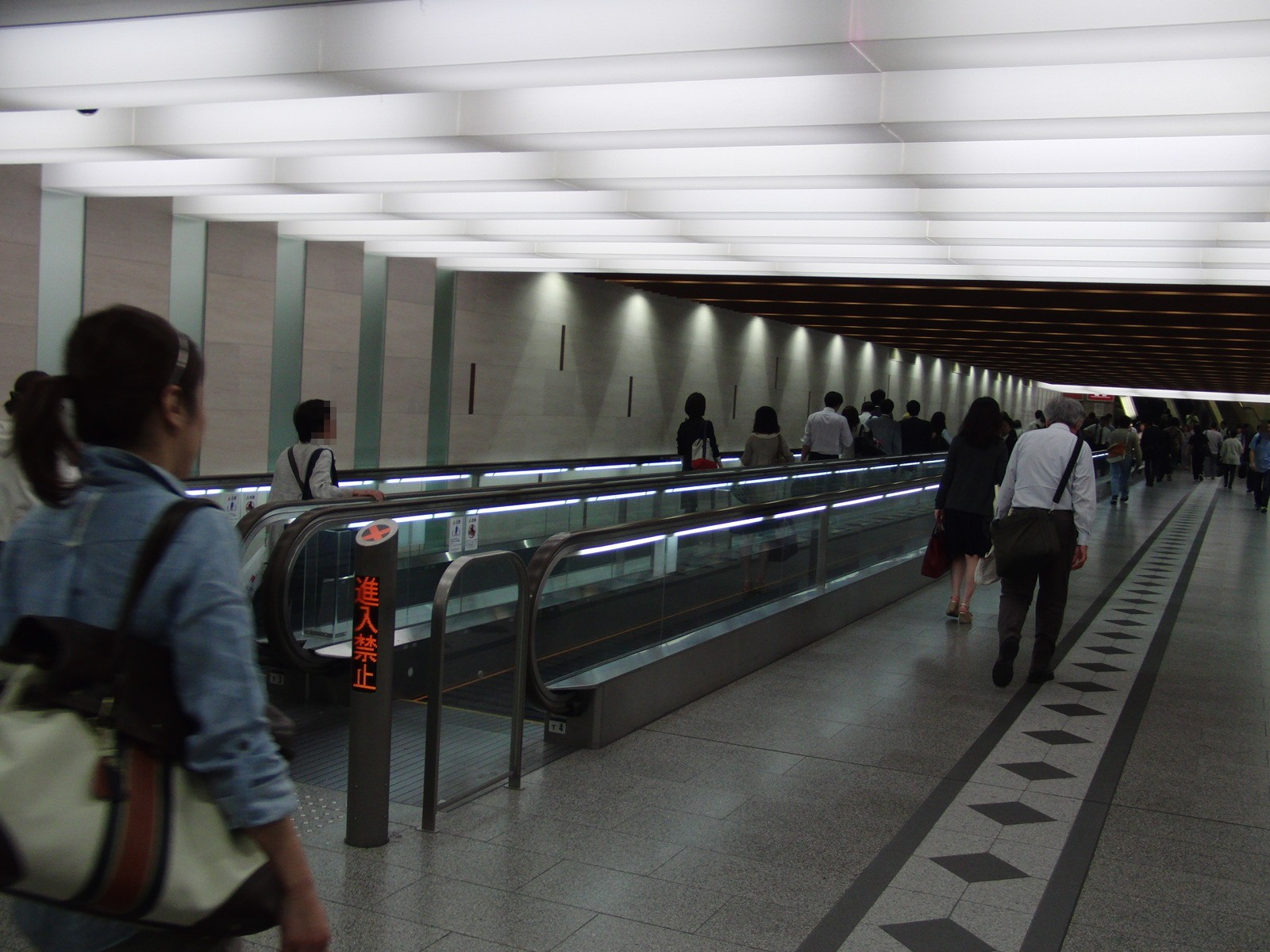
梅田駅にある動く歩道
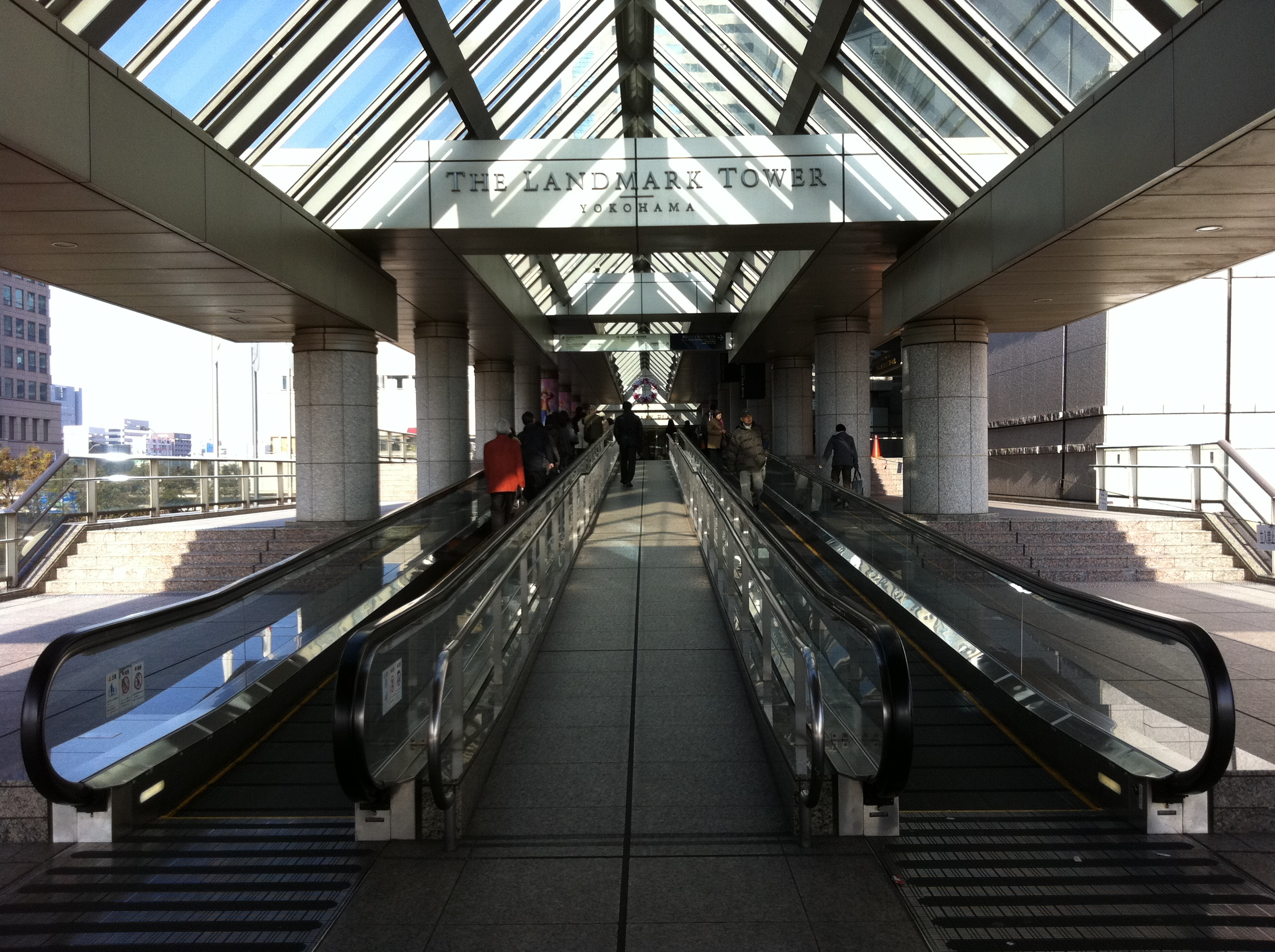
横浜ランドマークタワーの動く歩道

#### 中国
- 北京地下鉄東単駅
- 北京地下鉄崇文門駅
- 天津駅